# 达勒姆主教

徽章

达勒姆主教（Bishop of Durham）是英格兰约克省达勒姆教区的主教。该职位创立于635年，当时是林迪斯法恩主教（Bishop of Lindisfarne）。达勒姆主教是上议院议员，也是加冕典礼上护送君主的两位主教之一，另一位是巴斯和威尔斯主教。
达勒姆主教从11世纪开始就以达勒姆城堡为官邸，1832年改为奥克兰城堡，2012年7月，城堡的所有权被转移给奥克兰城堡信托基金（Auckland Castle Trust）并开始大规模修复工作 。主教还在奥克兰城堡有办公室，但不再居住于此。